# Polygonatum prattii
Polygonatum prattii är en sparrisväxtart som beskrevs av John Gilbert Baker. Polygonatum prattii ingår i släktet ramsar, och familjen sparrisväxter. Inga underarter finns listade i Catalogue of Life.